# Lefèvre Terézia
Lefèvre Terézia, egyes forrásokban Lefebre, férjezett nevén Murányi Zsigmondné (Kolozsvár, 1785 – Kolozsvár, 1840) francia származású magyar színésznő.

## Pályafutása
Egy francia menekült leányaként született. Első ízben Kolozsváron lépett színpadra, 1803. március 14-én. 1804. május 21-től kimaradt és 1805. január 6-tól újra szerződött és 1806-ig működött ott. Itt ismerkedett meg későbbi férjével, Murányi Zsigmond színésszel, akivel egybekelt és vele 1807-ben Pestre szerződött. 1808-ban újra visszatért férjével a kolozsvári színházhoz. Ezután 1811-ben és 1814-ben a pesti és a vidéki színpadokon szerepelt: 1815-től a társulattal együtt Miskolcra költözött, 1819-től Székesfehérváron dolgozott, és 1824-25-ben ismét Kolozsvárt játszott, 1826-27-ben szintén tagja volt a kolozsvári társulatnak. Ezután férjével együtt visszavonult a színi pályától.
Kezdetben naiva szerepkörben lépett fel, utóbb hősnőket alakított nagy átéléssel; a közönség kedvencének tartották. Paulay Ede szerint „természetes fölfogás és bensőség voltak játékának fő érdemei.” A kezdő Déryné Széppataki Róza a tanítványa volt.  Színműveket is fordított.

## Családja
Gyermekei: Karolina, született 1810-ben, meghalt 1823. február 10-én, Pécsen. Mint gyermekszereplő tűnt fel. Sírkőfelirata: Állj meg vándor e' halotti Sírhalmok közt poromnál, Itt pihen Murányi Lotti — Lelke az angyaloknál. Virág volt itt, de angyal ott, Tizenhárom tavaszt ért, Ellebegett, sírni hagyott Atyát, anyát s öt testvért. További gyermekei: Antónia, Zsigmond, Sándor, akik szintén szerepeltek színpadon.

## Főbb szerepei
- Eulália (August von Kotzebue: Embergyűlölés és megbánás)
- Orsina grófné (Gotthold Ephraim Lessing: Emilia Galotti)[5]
- Podjebrád Katalin, Geréb Erzsébet (Szentjóbi Szabó László: Mátyás király)
- Adelhaid (Girzik–Katona J.: István király)
- Cleopatra (Kotzebue: Octavia)
- Dobrochna (Kisfaludy Károly: Stibor vajda)

## Fordításai
- Camillo Federici(wd)– Johanna Franul von Weissenthurn(wd): Totila, a gótok királya (Pest, 1812)
- Emanuel Schikaneder: A leégett ház (Buda, 1833)
- Baumfeld: Vallomások (Buda, 1835)